# Halstjärnarna (Rätans socken, Jämtland, 692124-144650)
Halstjärnarna är en sjö i Bergs kommun i Jämtland och ingår i Ljungans huvudavrinningsområde.